# Aleksandar Ćirić
Aleksandar Ćirić (en serbe : Александар Ћирић), né le 30 décembre 1977 à Belgrade en Yougoslavie, est un joueur de water-polo serbe. Il a d'abord joué pour la Yougoslavie puis pour la Serbie-et-Monténégro.
Lors de ses trois participations aux Jeux olympiques il a remporté une médaille. La médaille de bronze en 2000 à Sydney sous les couleurs yougoslaves, une en argent lors des Jeux de 2004 se déroulant à Athènes pour la Serbie-et-Monténégro et une seconde médaille de bronze pour le compte de la Serbie à Pékin en 2008.
Depuis 2018, il entraîne l'équipe d'Iran en vue des Jeux olympiques de 2020.

## Palmarès

### Jeux olympiques
- Médaillé de bronze aux Jeux olympiques d'été de 2000 à Sydney ( Australie)
- Vice-champion olympique aux Jeux olympiques d'été de 2004 à Athènes ( Grèce)
- Médaillé de bronze aux Jeux olympiques d'été de 2008 à Pékin ( Chine)

### Championnat du monde
- Médaillé de bronze aux Championnats du monde de 1998 à Perth ( Australie)
- Vice-champion du monde aux Championnats du monde de 2001 à Fukuoka ( Japon)
- Médaillé de bronze aux Championnats du monde de 2003 à Barcelone ( Espagne)
- Champion du monde aux Championnats du monde de 2005 à Montréal ( Canada)

### Championnat d'Europe
- Champion d'Europe au Championnat d'Europe de 2001 à Budapest ( Hongrie)
- Champion d'Europe au Championnat d'Europe de 2003 à Kranj ( Slovénie)
- Champion d'Europe au Championnat d'Europe de 2006 à Belgrade ( Serbie)
- Vice-champion d'Europe au Championnat d'Europe de 2008 à Malaga ( Espagne)